# Amphithéâtre de Pula
L'amphithéâtre de Pula ou colisée de Pula, est un amphithéâtre romain dans un état de conservation exceptionnel, situé à Pula, en Istrie (Croatie).

## Histoire
Ce colisée fut construit au Ier siècle, sous le règne de l'empereur Auguste, puis fut reconstruit et agrandi par l'empereur Vespasien, en 79 apr. J.-C..
De nombreux combats de gladiateurs se déroulèrent dans son enceinte durant l'Antiquité. Au Moyen Âge, il fut utilisé pour divers combats, puis ses pierres furent en partie remployées dans d'autres édifices de la ville de Pula, notamment le château, au XVe siècle.

## Description
L'amphithéâtre est particulièrement impressionnant par sa hauteur, puisque les trois niveaux de son anneau extérieur sont parfaitement conservés.
Il est de forme elliptique : la longueur du grand axe est de 133 mètres et celle du petit axe est de 105 mètres. Sa hauteur atteint 35 mètres. Il pouvait accueillir jusqu'à 24 000 spectateurs.
C'est l'un des plus grands amphithéâtres construits par les Romains.
Quatre tours-citernes pouvaient diffuser du parfum sur les tribunes.

## Festivals
Restauré par la suite, il peut maintenant accueillir jusqu'à 5 000 personnes. Il est aujourd'hui utilisé pour des pièces de théâtre ou pour le Pula Film Festival.
Elton John, Sting ou Norah Jones ont chanté dans l'amphithéâtre.

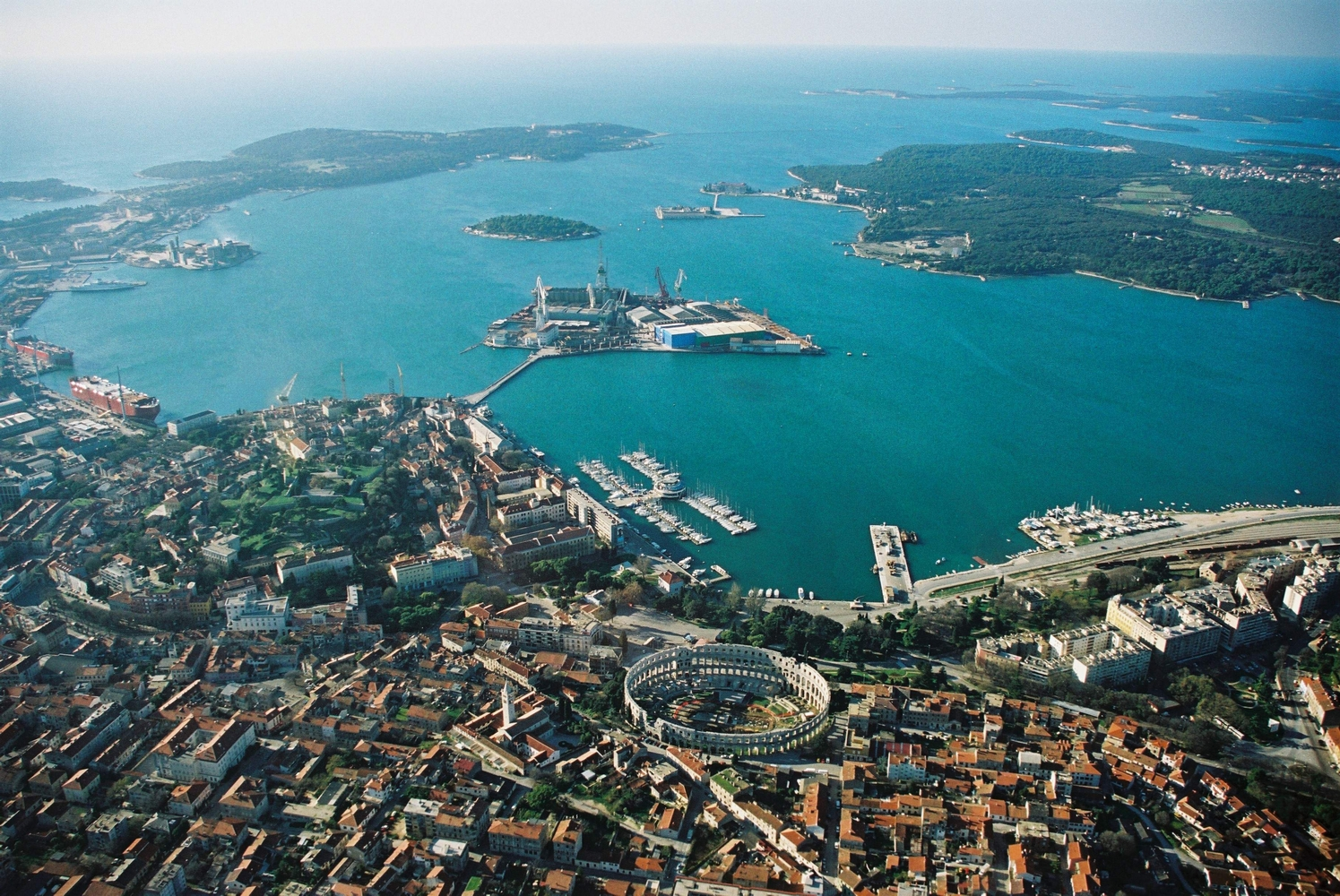
Vue aérienne de Pula (Croatie), avec l'amphithéâtre.

## Sport
En septembre 2012, il accueille deux matchs de l'équipe de hockey sur glace du KHL Medveščak, comptant pour le Championnat d'Autriche. Le 14 face au HDD Olimpija Ljubljana (défaite 2-3) et le 16 face aux Vienna Capitals (victoire 4-1).

## Galerie

Autre vue panoramique. 2017.

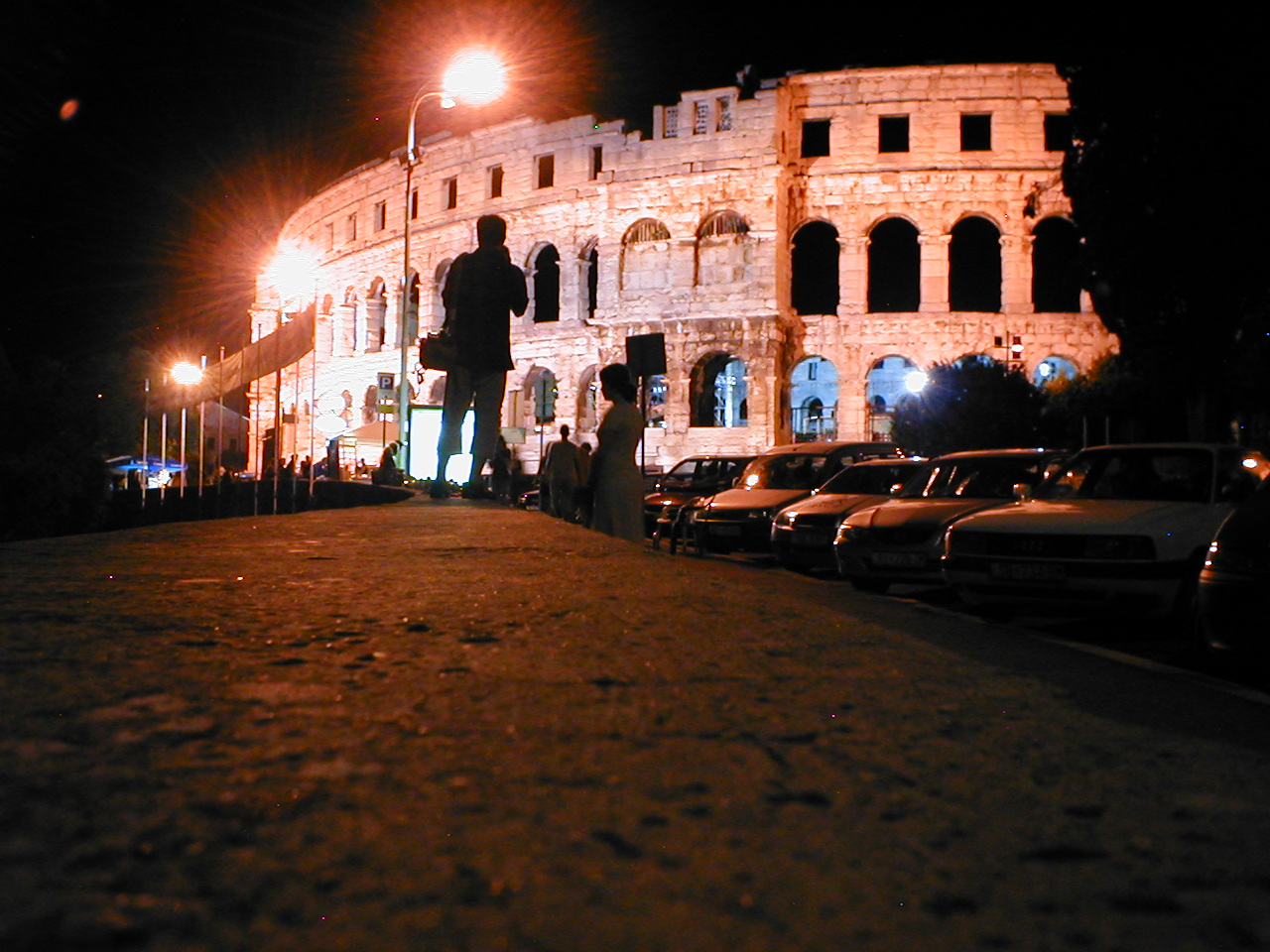
Vue de nuit.
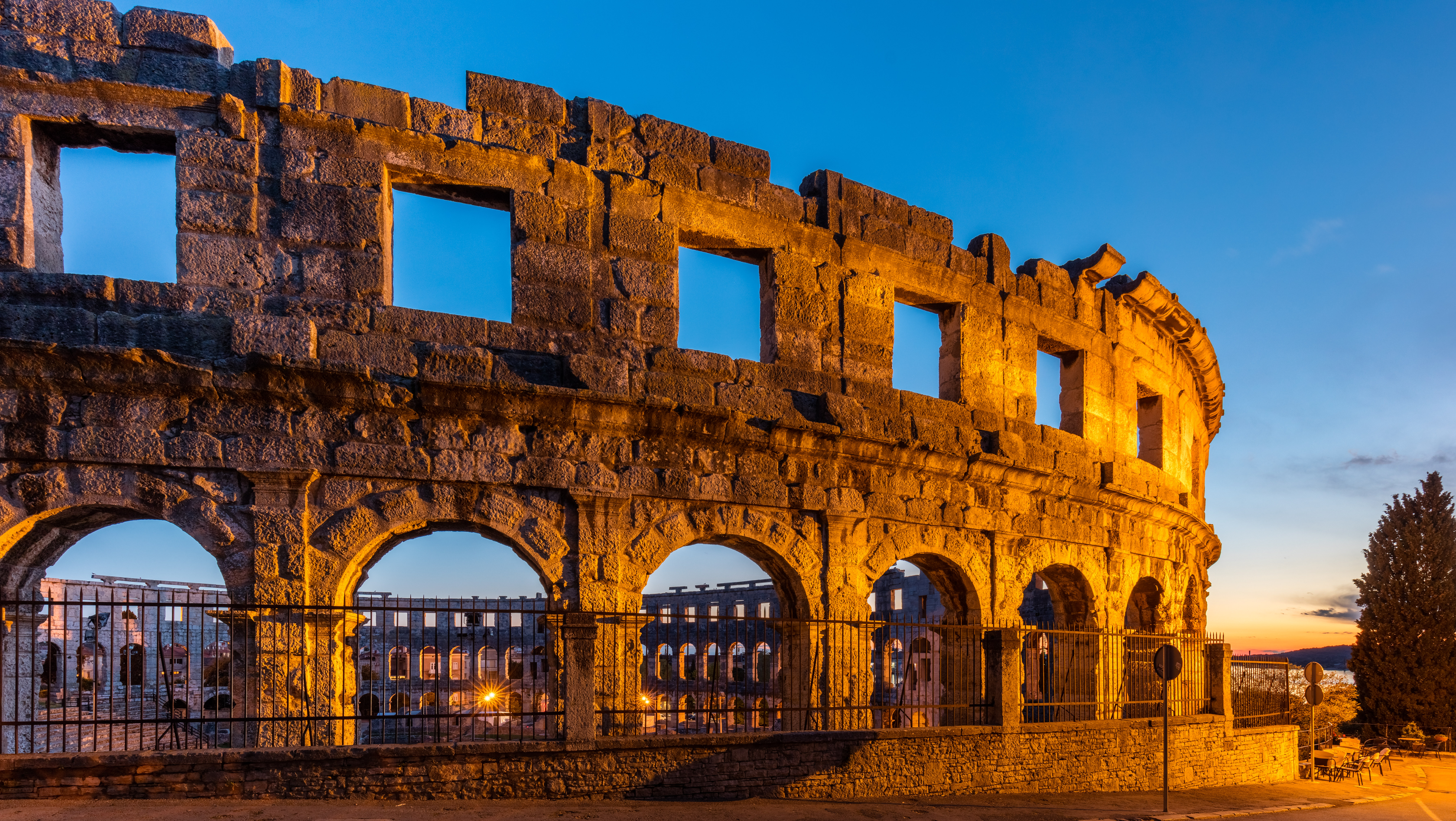
Vue extérieure.
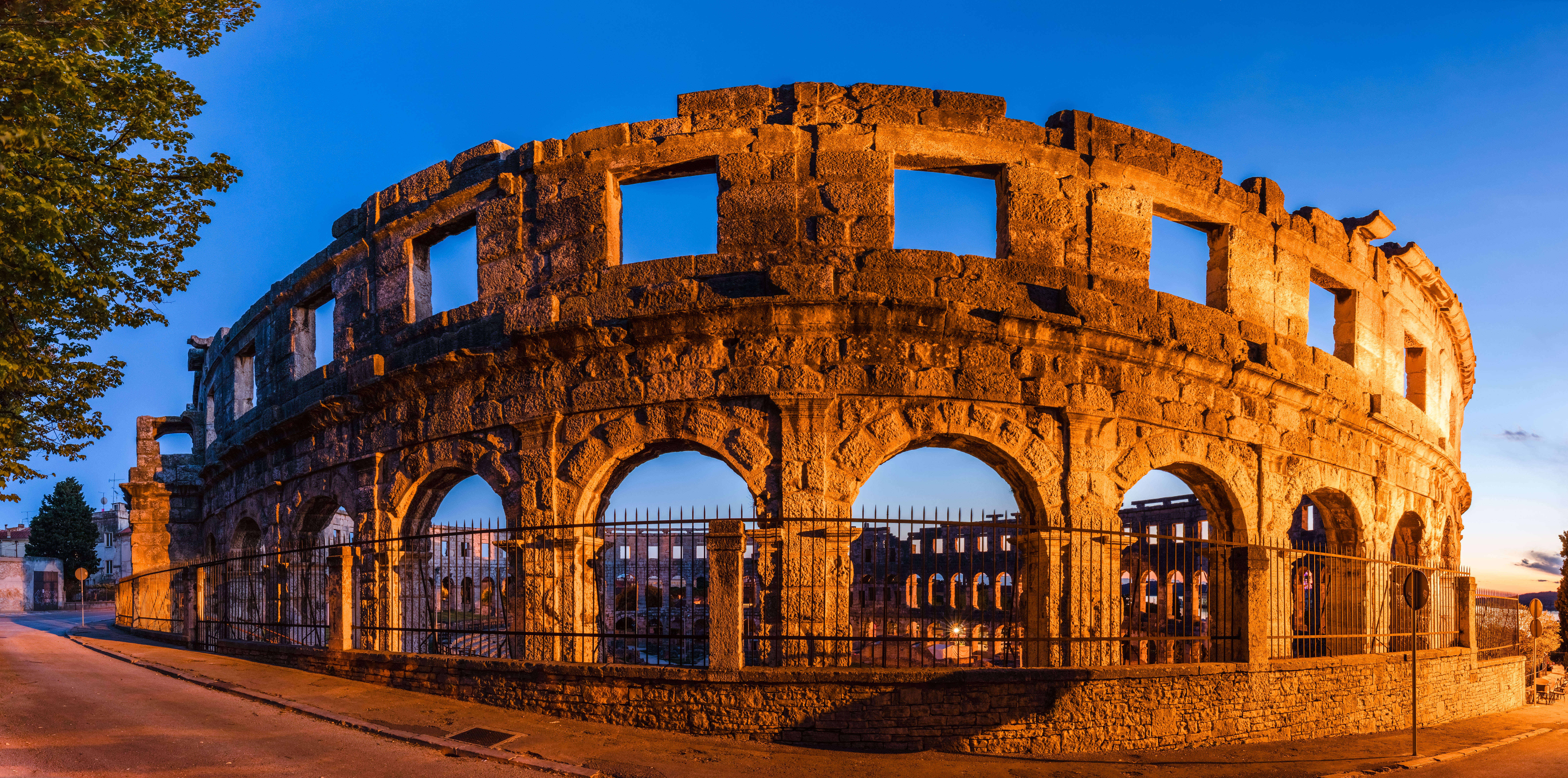
Encore une vue extérieure.
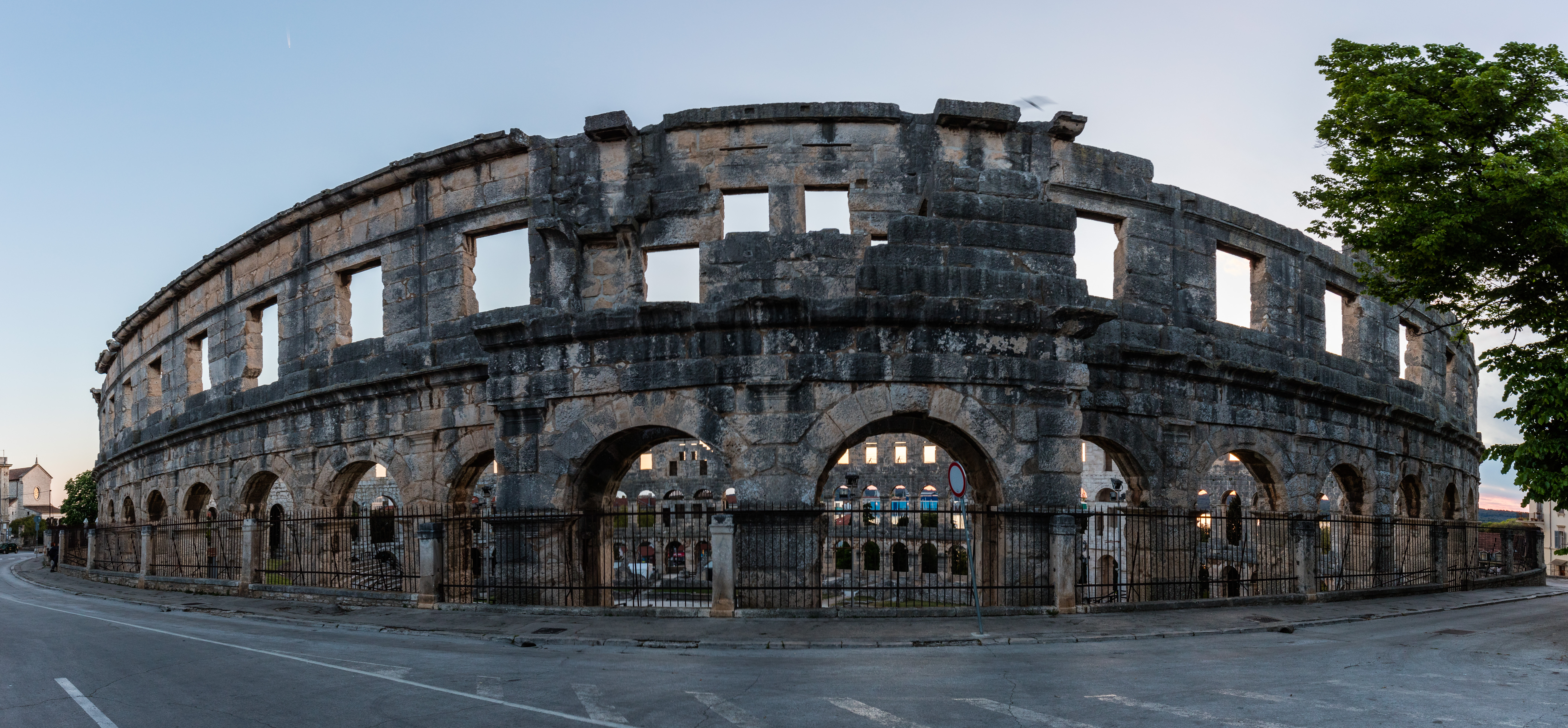
Vue extérieure.
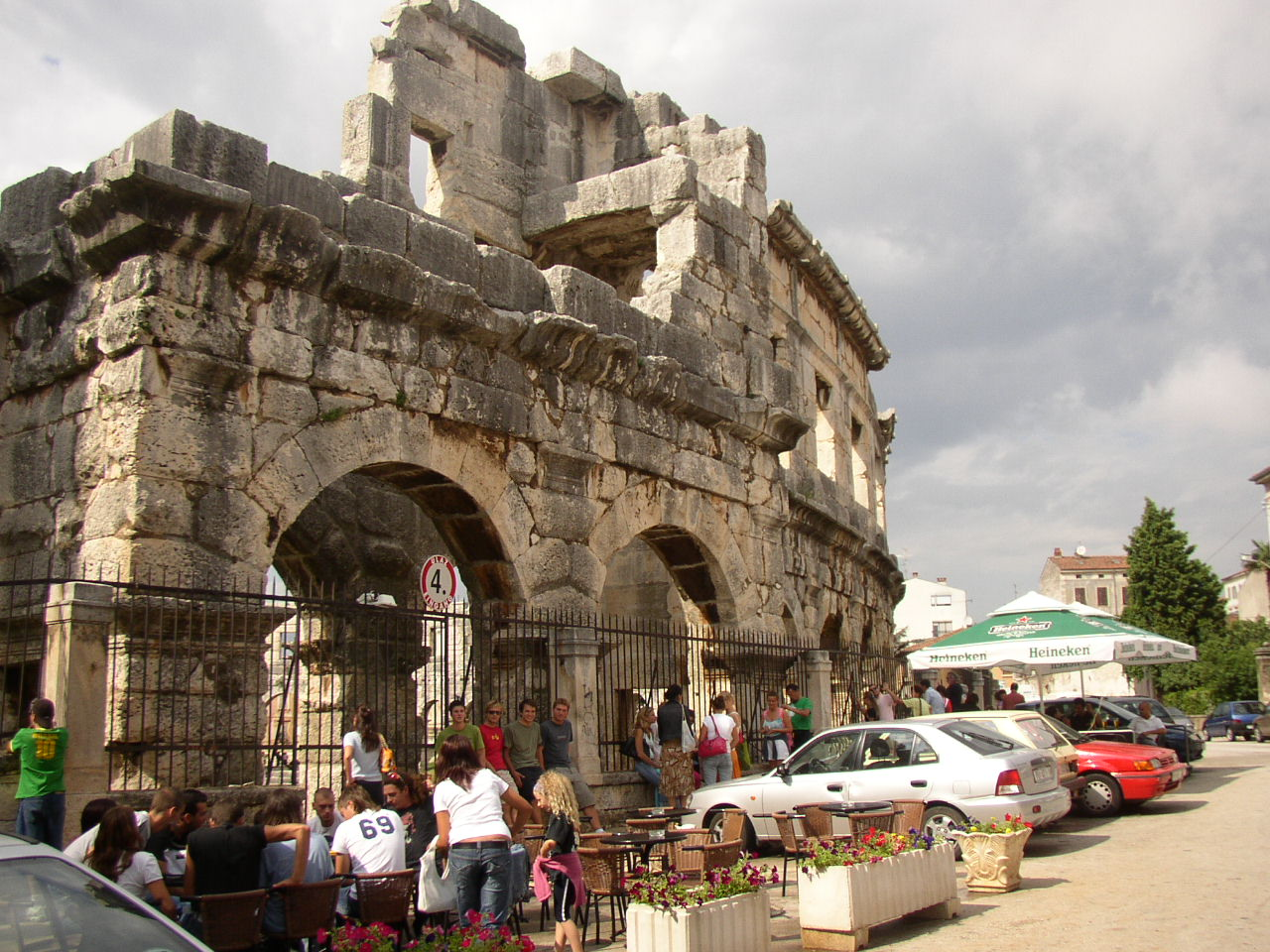
Détail des arches.
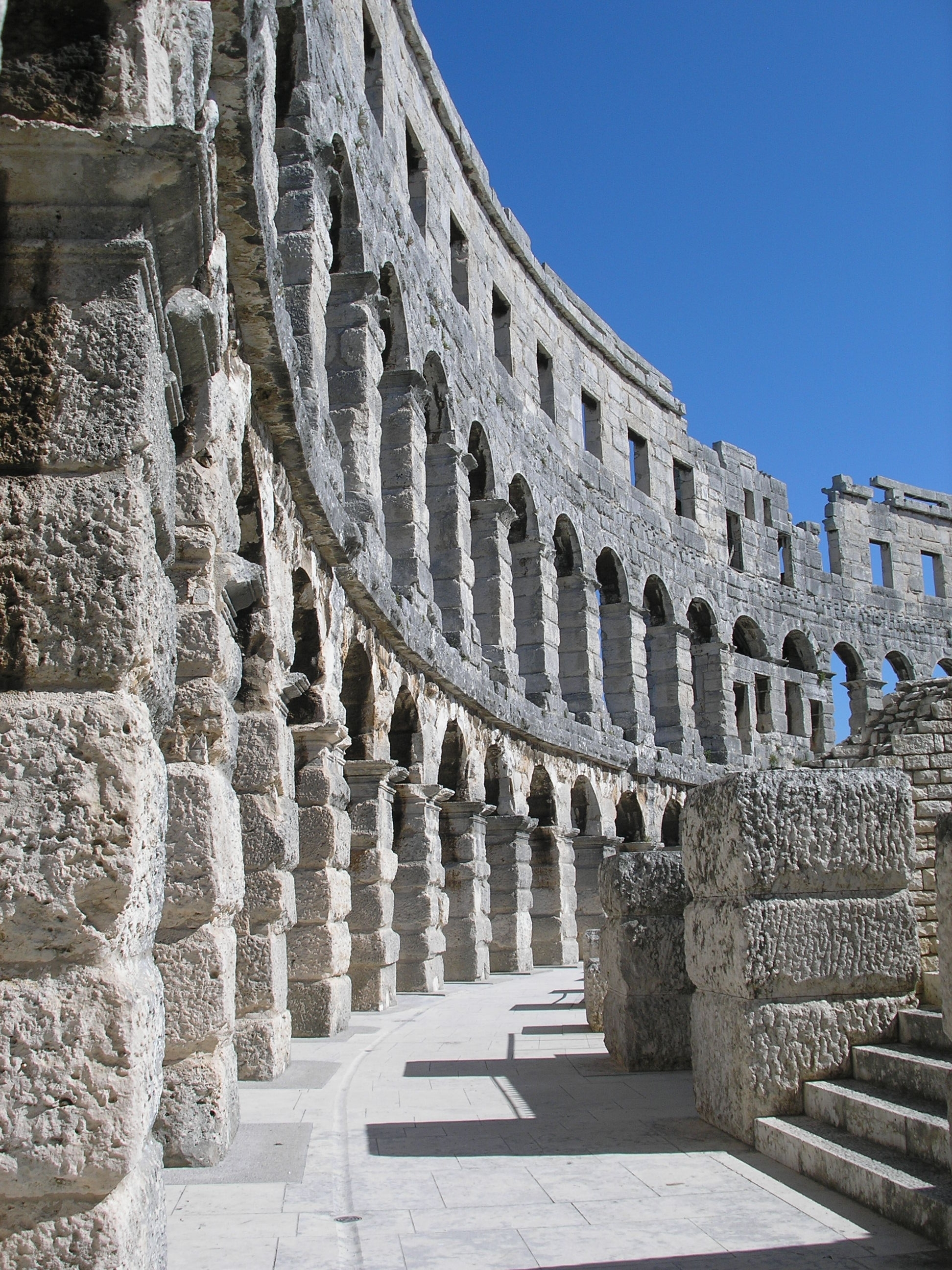
Vue intérieure.
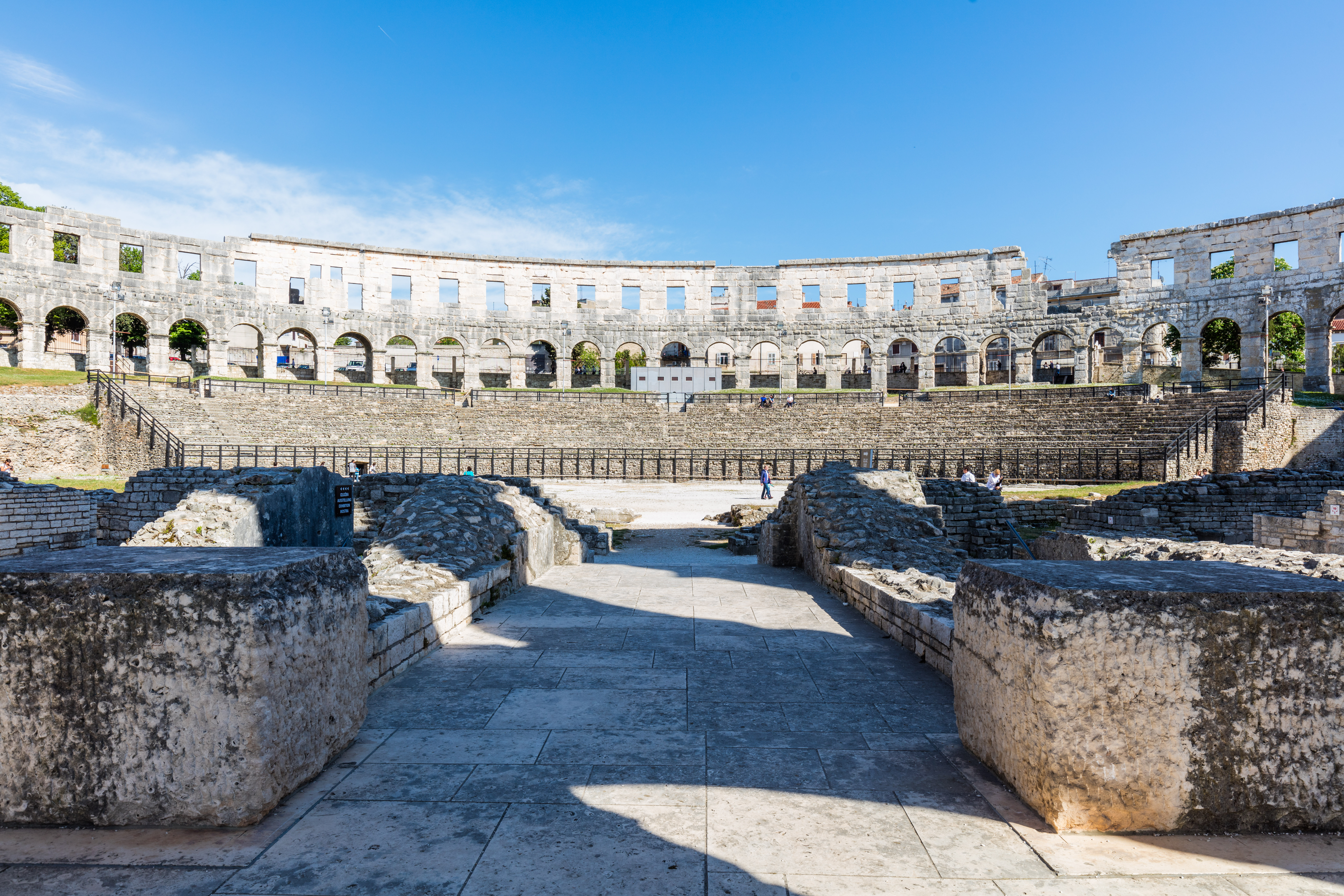
Vue intérieure.
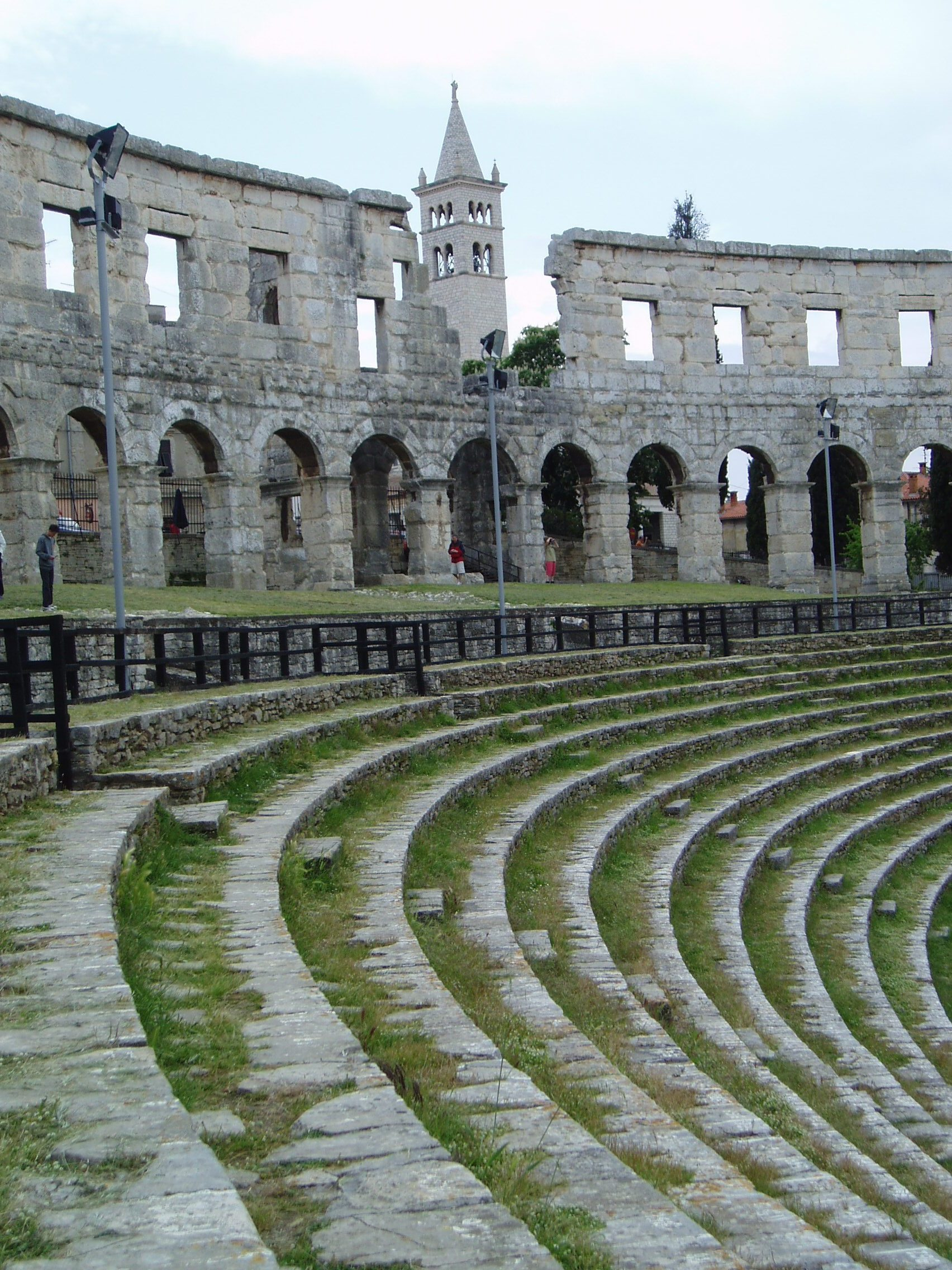
Vue des gradins.
Vue panoramique.
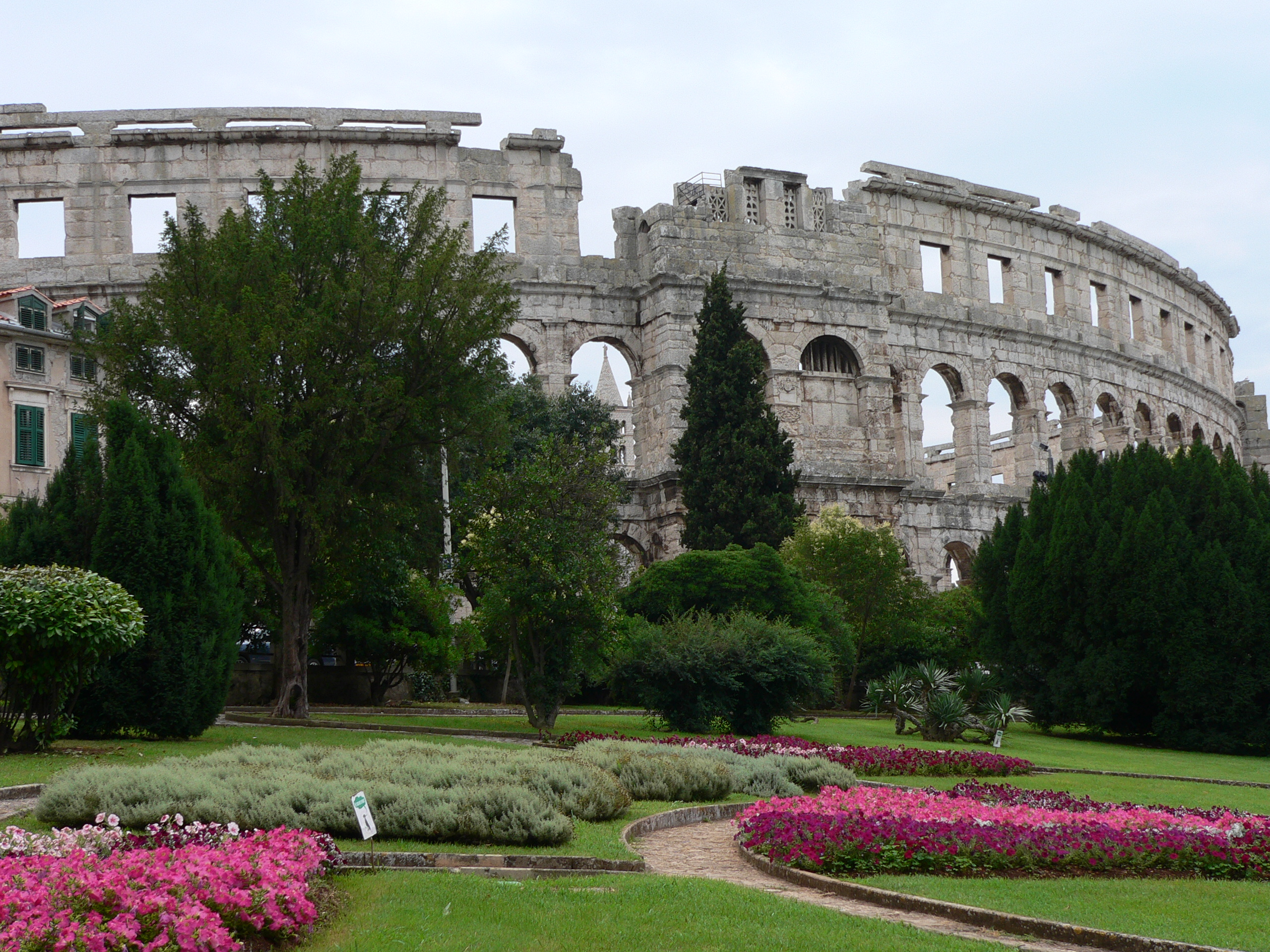
Jardins.
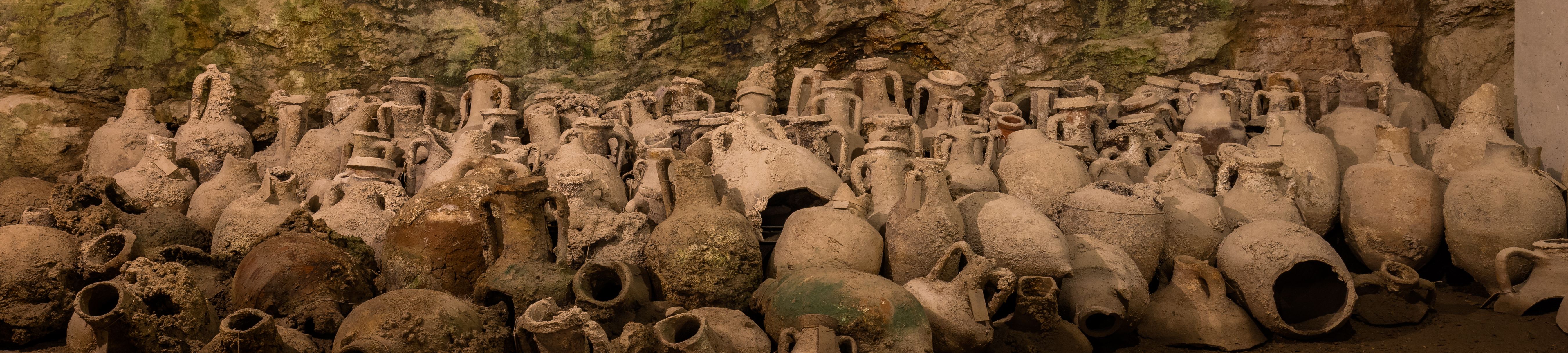
Amphores exposées dans l'amphithéâtre.